# Meristogenys amoropalamus
Meristogenys amoropalamus là một loài ếch trong họ Ranidae.
Nó được tìm thấy ở Indonesia và Malaysia.
Các môi trường sống tự nhiên của chúng là các khu rừng vùng núi ẩm nhiệt đới hoặc cận nhiệt đới và sông. Loài này đang bị đe dọa do mất môi trường sống.